# Pável Sorin
Pável Mijáilovich Sorin –en ruso, Павел Михайлович Сорин– (Pskov, 12 de marzo de 1995) es un deportista ruso que compitió en remo. Ganó dos medallas en el Campeonato Europeo de Remo, en los años 2015 y 2016.

## Palmarés internacional
| Campeonato Europeo | Campeonato Europeo     | Campeonato Europeo | Campeonato Europeo |
| Año                | Lugar                  | Medalla            | Prueba             |
| ------------------ | ---------------------- | ------------------ | ------------------ |
| 2015               | Poznań (Polonia)       | Medalla de oro     | Cuatro scull       |
| 2016               | Brandeburgo (Alemania) | Medalla de plata   | Ocho con timonel   |